# Musée du jouet de Gdańsk
Le musée du jouet de Gdańsk (en polonais Galeria Starych Zabawek w Gdańsku) est un musée privé consacré aux jouets anciens.
Le musée a été inauguré en 2011 par Bernadeta et Wojciech Szymański. À l'origine le musée se trouvait rue Ogarna 117/118 ; deux ans plus tard il a été transféré rue Piwna 19/21.
La collection comprend des jouets polonais des années 1920 - 1989 tels que poupées, peluches, autos miniatures, tirelires, briques, projecteurs de diapositives, jeux de société ainsi que des catalogues anciens et photos.
Le musée est ouvert toute l'année, tous les jours sauf le lundi. L'entrée est payante.